# تايس بلوم
تايس بلوم (بالإسبانية: Thaïs Blume)‏ هي ممثلة إسبانية، ولدت يوم 19 سبتمبر 1984 في برشلونة في إسبانيا.

## روابط خارجية
- تايس بلوم على موقع IMDb (الإنجليزية)
- تايس بلوم على موقع قاعدة بيانات الفيلم (الإنجليزية)